# La Scala
Teatro alla Scala, většinou La Scala /la'skala/ v Miláně, Itálie, je jeden ze světově nejproslulejších operních domů. Divadlo bylo slavnostně otevřeno 3. srpna 1778 pod názvem Nuovo Regio Ducal Teatro alla Scala Salieriho operou L'Europa riconosciuta.

## Historie

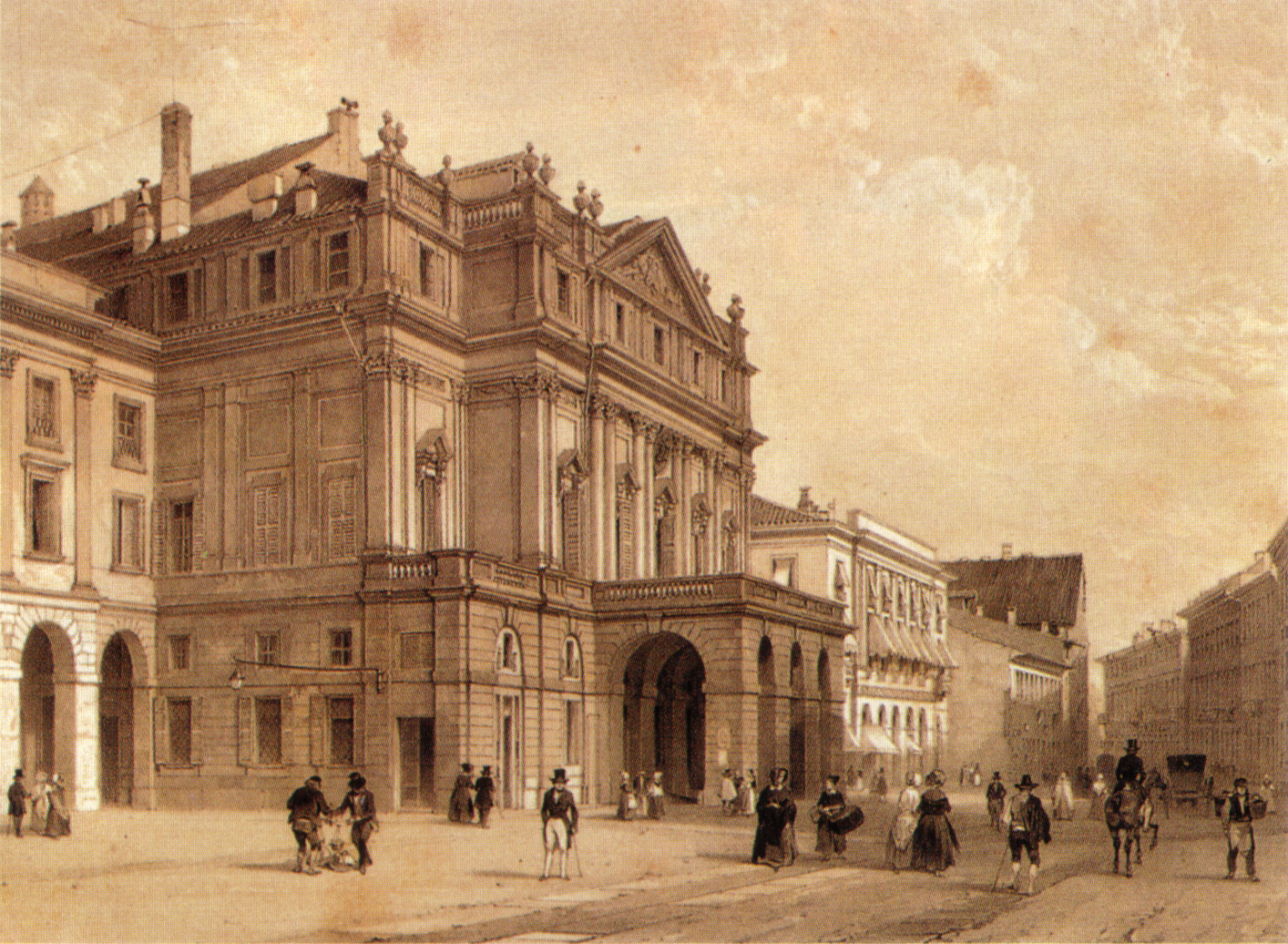
Teatro alla Scala, 19. století

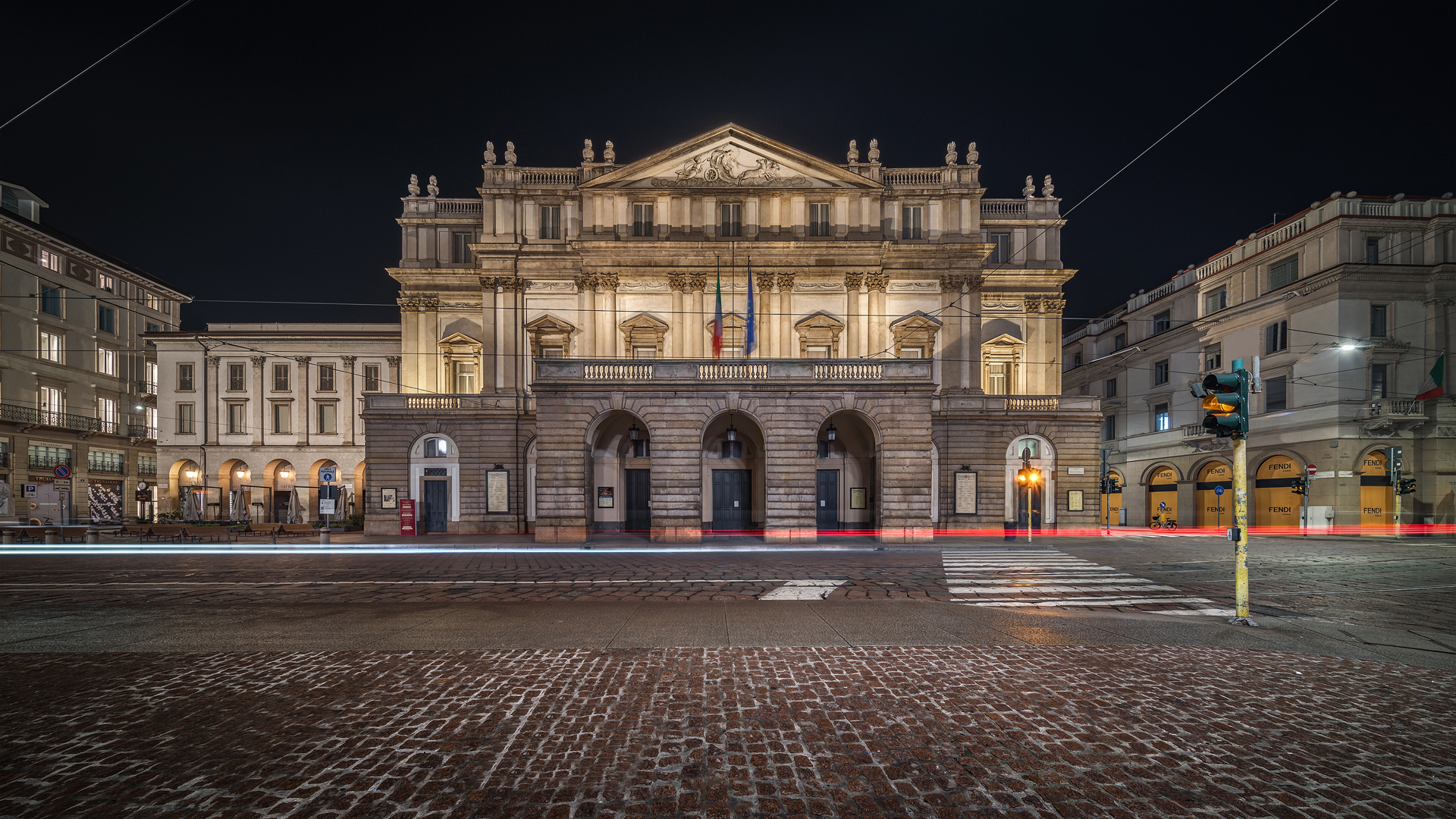
Budova divadla v nočním osvětlení

Původ názvu divadla je poněkud komplikovaný. V italštině výraz „scala“ představuje schodiště, žebřík, stupnici apod. (srov. škála), zdejší místní název je ovšem odvozen od jména náměstí, na kterém bylo postaveno (Piazza della Scala). Samotné náměstí je pak pojmenováno podle kostela Santa Maria della Scala, který stával na místě dnešního divadla. Tento kostel nechala v roce 1381 postavit šlechtična Regina Beatrix della Scala, manželka milánského vladaře Bernabò Viscontiho. Kostel byl nahrazen divadlem Regio Ducale, které však roku 1776 vyhořelo. Roku 1838 byla provedena rekonstrukce divadla. Roku 1943 byla budova těžce poškozena při leteckém útoku. Provoz byl opětovně zahájen 11. května 1946.

## Technické údaje
Kapacita hlediště je 2 800 diváků.

## Ze zákulisí
Operní dům La Scala dnes, co do uznání soupeří o prvenství s několika divadly, mj. s Metropolitní operou v New Yorku (MET) a Vídeňskou státní operou. Zatímco MET do značné míry předurčuje výši honorářů operních pěvců a pěvkyň (průměrně 300 tis. Kč pro sólistu za večer již v roce 2004 - výjimky potvrzují pravidlo), La Scala proslula svým emotivním publikem. Dlouho se říkalo, že do La Scaly chodí vdovci po Marii Callas. Své angažmá v La Scale komentovala česká sopranistka Eva Urbanová takto:
| „ | ...Navíc dodneška fungují klaky. Podplatíte padesát studentů, koupíte jim lístky na bidýlko a přikážete jim, aby bučeli, a oni bučí, mají dokonce předepsáno, v kterém okamžiku mají bučet. Takže v parteru řvou „bravo“ a nahoře pár lidí dělá „bú“. Představení šlo nahoru, rostlo, kulminovalo a v tom začali bučet... Bučelo se a nikdo nevěděl proč... Pak nám vedení divadla říkalo: To je dobré, to jste ještě dopadli dobře, tady vypadá každá premiéra takhle - i mnohem hůř. Počkejte na první reprízu, všichni budou křičet bravo. A taky že ano, bylo to tak... | “ |

Začátek sezóny v divadle La Scala je tradičně v den svatého Ambrože, patrona města Milána, 7. prosince. V roce 2016 se konala u této příležitosti obnovená premiéra opery Giacoma Pucciniho Madama Butterfly, která byla nastudována v původním znění z roku 1904. Orchestr divadla byl pod taktovkou dirigenta Riccarda Chaillyho. Hlavní roli vytvořila s velkým úspěchem uruguayská sopranistka Maria José Siri. Roli Pinkertona ztvárnil americký tenorista Bryan Hymel. Jako Suzuki vystoupila italská mezzosopranistka Annalisa Stroppa. Roli amerického konzula v Nagasaki Sharplesse převzal španělský barytonista Carlos Álvarez. Kostýmy a kulisy byly vytvořeny pod vedením Alvise Hermanise. Toto výpravné slavnostní představení bylo přenášeno televizí do mnoha zemí včetně Česka.